# Camarena de la Sierra
Camarena de la Sierra – gmina w Hiszpanii, w prowincji Teruel, w Aragonii, o powierzchni 79,54 km². W 2011 roku gmina liczyła 145 mieszkańców.